# Stejaru (okręg Prahova)
Stejaru – wieś w Rumunii, w okręgu Prahova, w gminie Brazi. W 2011 roku liczyła 609 mieszkańców.